# Gijón
 Gijón (astursky Xixón) je přístavní, historické a průmyslové město v Asturii na severu Španělska, na pobřeží Biskajského zálivu. Žije zde přibližně 269 tisíc obyvatel a je nejlidnatější obcí Asturie (autonomního společenství a zároveň provincie) a předčí i 25 km vzdálené asturské hlavní město Oviedo, s nímž tvoří více než osmisettisícovou metropolitní oblast. Již ve starověku patřil Gijón (tehdy nazývaný Gigia) mezi důležitá města Římské říše.

## Historie

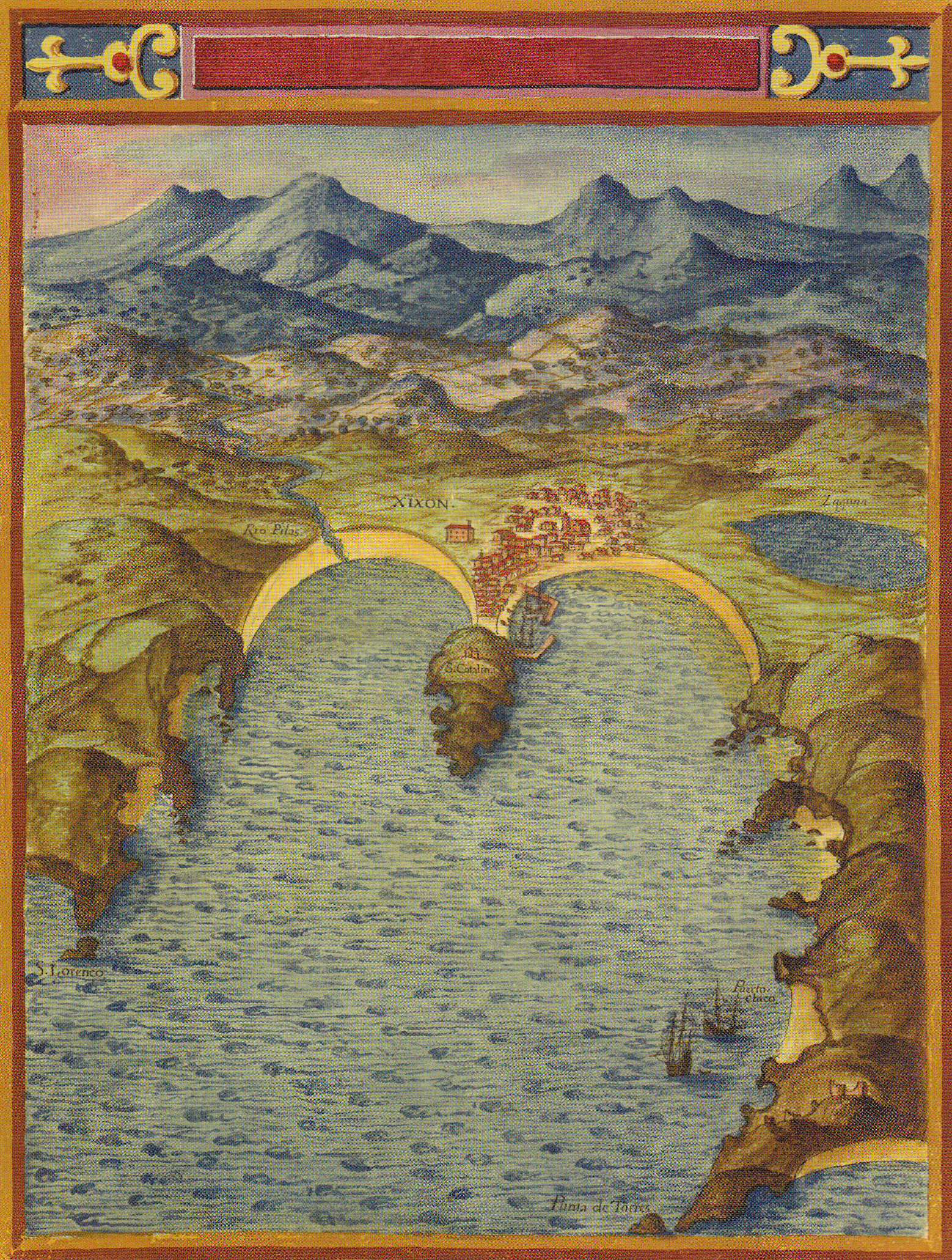
Gijón 1634

Nejstarší archeologické nálezy dokládají přítomnost lidí v oblasti města v 6. až 5. století před Kr. a pocházejí ze severozápadní hranice města (Campa Torres). Původními obyvateli byli Asturové, lidé hispánsko-keltského původu (část obyvatel byli pravděpodobně nositelé halštatské kultury a na sever dnešního Španělska přišli z oblasti Bavorska a Čech). S příchodem Římanů byli romanizováni. V 7. století po Kr. byla oblast pravděpodobně obsazena Vizigóty. V roce 713 území ovládli Arabové, ale již v roce 718 byli Arabové poraženi v bitvě u Covadongy. Pelagius, který velel křesťanským vojskům, se stal zakladatelem Asturského království. Do konce 13. století jsou v historických pramenech o Gijónu jen nepatrné zmínky. Ve 14. století skončil souboj mezi Alfonsem X. Kastilským a Jindřichem III. Kastilským vypálením a zničením města. V průběhu 15.  a 16. století bylo město obnoveno, byl vystavěn nový přístav, který přinesl zisky z rybolovu a obchodu. V 17.  a 18. století zažil Gijón velký rozvoj; město se rozšířilo (z původního místa osídlení na poloostrově Cimadevilla). Hlavní příčinou byl námořní obchod s novými koloniemi v Americe. 
V letech 1884—1886 Gijónu připojen na dvě železniční trati: Baños-Gijón a Ferrol-Gijón. Město se postupně stávalo průmyslovým centrem; významné byly těžba a obchod s uhlím. V roce 1917 obyvatelstvo výrazně zasáhla epidemie španělské chřipky.
Během španělské občanské války bylo město bombardováno a výrazně poškozeno. Po válce se město stalo centrem hutnictví a výroby lodí. S hospodářskou krizí v těchto oblastech na konci 20. století se Gijón zaměřil více na rozvoj turismu (mezinárodní letiště leží si 35 km od centra města) a vzdělání; v Gijónu byl postaven mj. kampus Oviedské univerzity.

## Město, památky a významné stavby

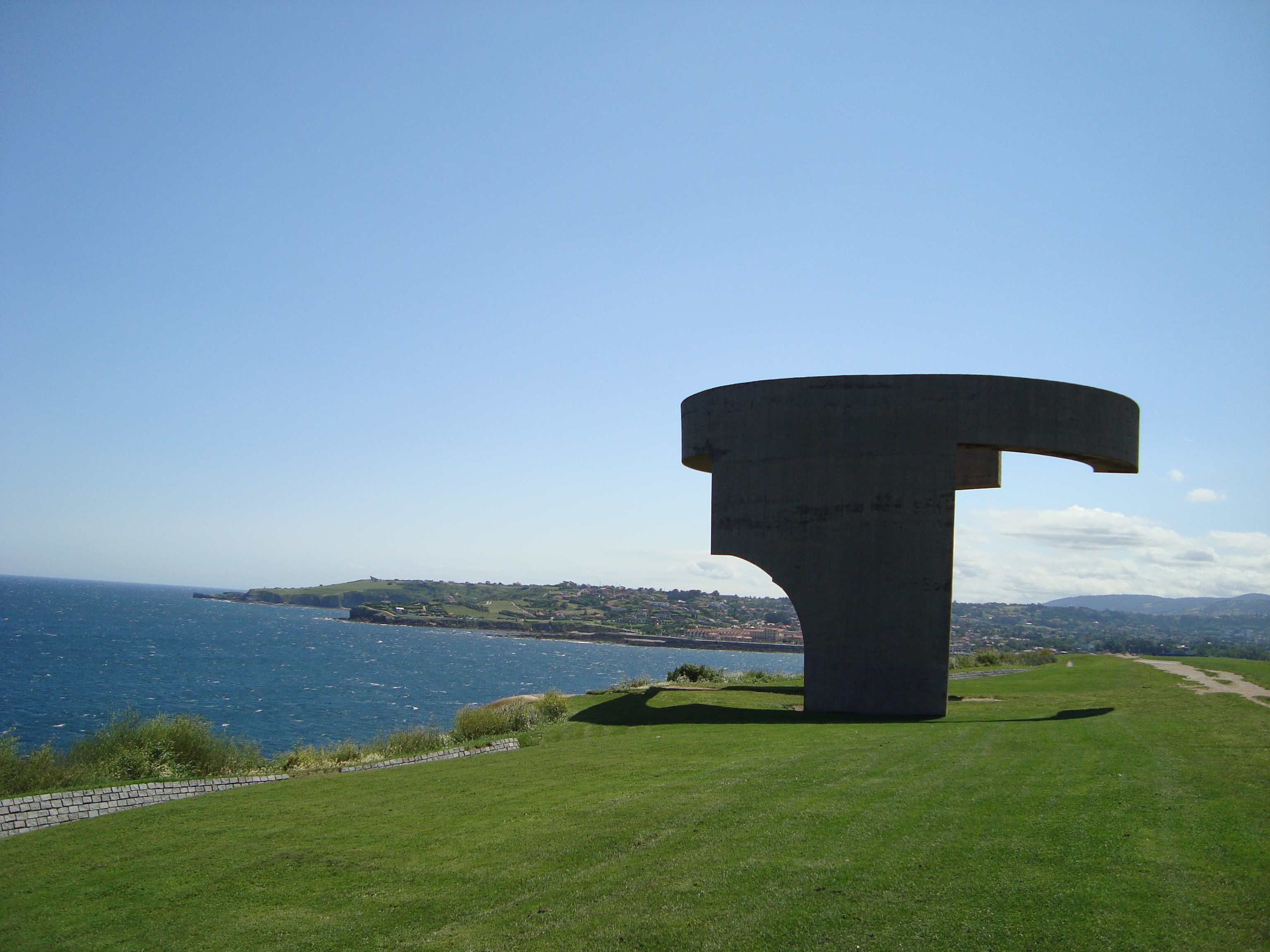
Eduardo Chillida: Elogio del Horizonte, beton, 1989

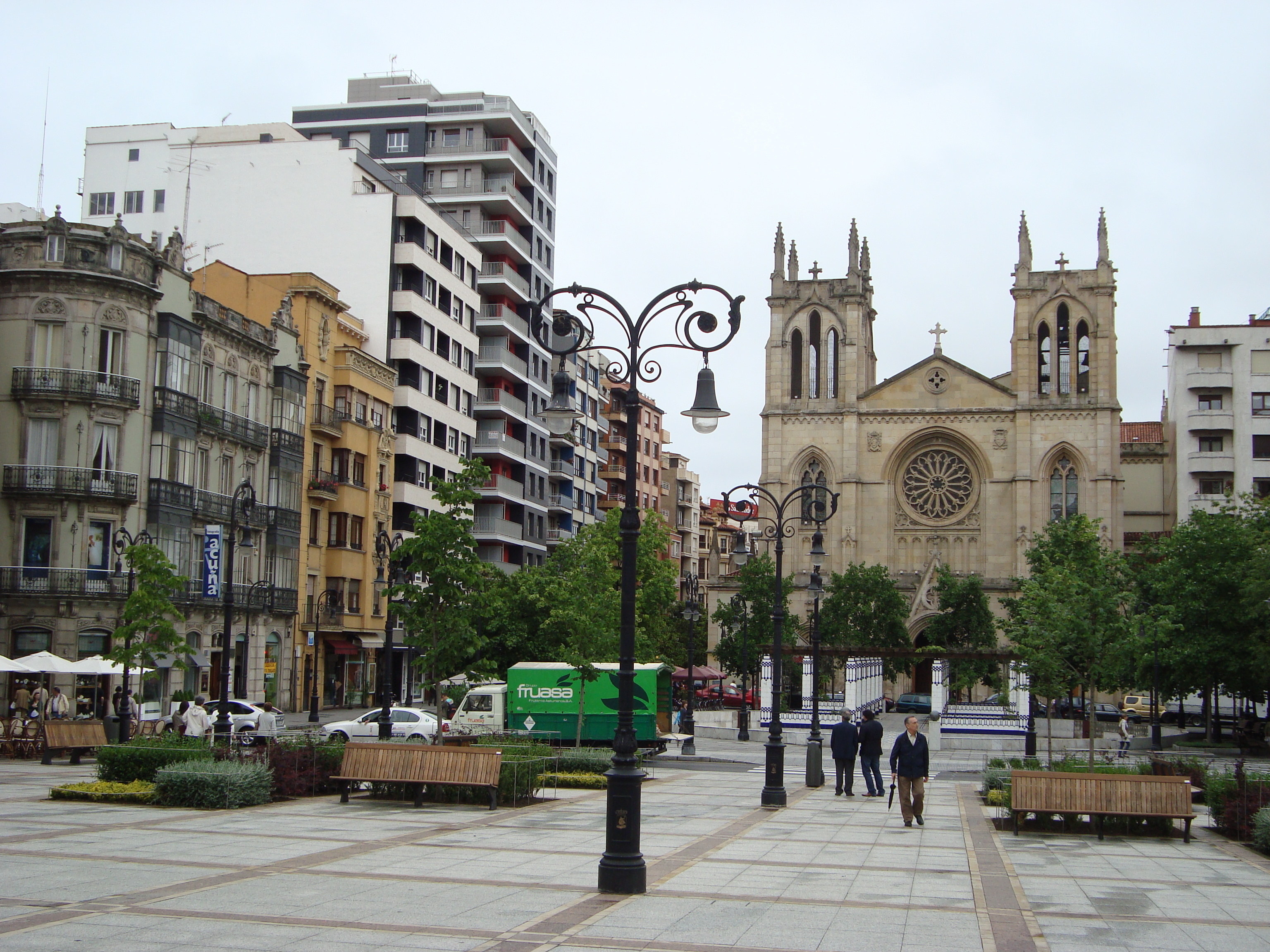
Katedrála San Lorenzo

- Nejstarší historická část města se nachází na výběžku pevniny do oceánu (Punta Peňa del Cuervo). Spodní část výběžku zaujímá rybářská čtvrť Cimadevilla, horní část tvoří pahorek sv. Kateřiny. Na pahorku se nachází jeden ze symbolů Gijónu, socha Elogio del Horizonte („Chvála horizontu“) významného španělského umělce Eduarda Chillidy.
- Čtvrť Cimadevilla tvoří většinou zástavba z druhé pol. 20. století, protože za španělské občanské války byla čtvrť výrazně poškozena. V místech propojení poloostrova s pevninou na náměstí Plaza Mayor stojí radnice z roku 1861.
- Západně se nachází starý přístav (Puerto Deportivo),
- Palacio de Revillagigedo na náměstí Plaza Marqués je barokní budova z let 1708-1721, kterou si dal postavit markýz Carlos de Miguel de San Esteban de Natahoyo, s úpravami v neorenesančním stylu. Sídlí zde galerie umění 20. století a konají se tu koncerty a jiné kulturní akce. Na palác navazuje barokní kostel sv. Jana Křtitele (San Juan Bautista) s hranolovou věží z roku 1702.[3] Za palácem se nachází Torre del Reloj, moderní věž vystavěná na troskách původní historické věže ze 16. století. Uvnitř je muzejní expozice historie města.[4]
- Hlavní městské a obchodní centrum Gijónu tvoří čtvrti Centro a El Arena. V Centru stojí novogotická katedrála San Lorenzo (sv. Vavřince) z 19. století, sídlem arcidiecéze je však Oviedo.
- Jednou z dominant města je Avenida Rufo Garcia Rendueles, hlavní třída s nábřežní promenádou a především pláží San Lorenzo. Vedle ní jsou v západní části města ještě nově zrekonstruované a upravené městské pláže Playa de Poniente a Playa del Arbeyal.
- K hlavním obchodním zónám s kavárnami a restauracemi patří okolí náměstí Plaza del Carmen, zejména ulice Calle Corrida. Z památek v této části města jsou nejvýznamnější městské divadlo Teatro Jovellanos z roku 1899 a budova muzea Museo Jovellanos, palácová stavba z konce 15. století, upravovaná a přestavovaná v 16. století a v roce 1758 – z té doby je dnešní podoba.
- Přístav El Musel na severozápadě města patří k největším v severním Španělsku i v Evropě.

### Fotogalerie

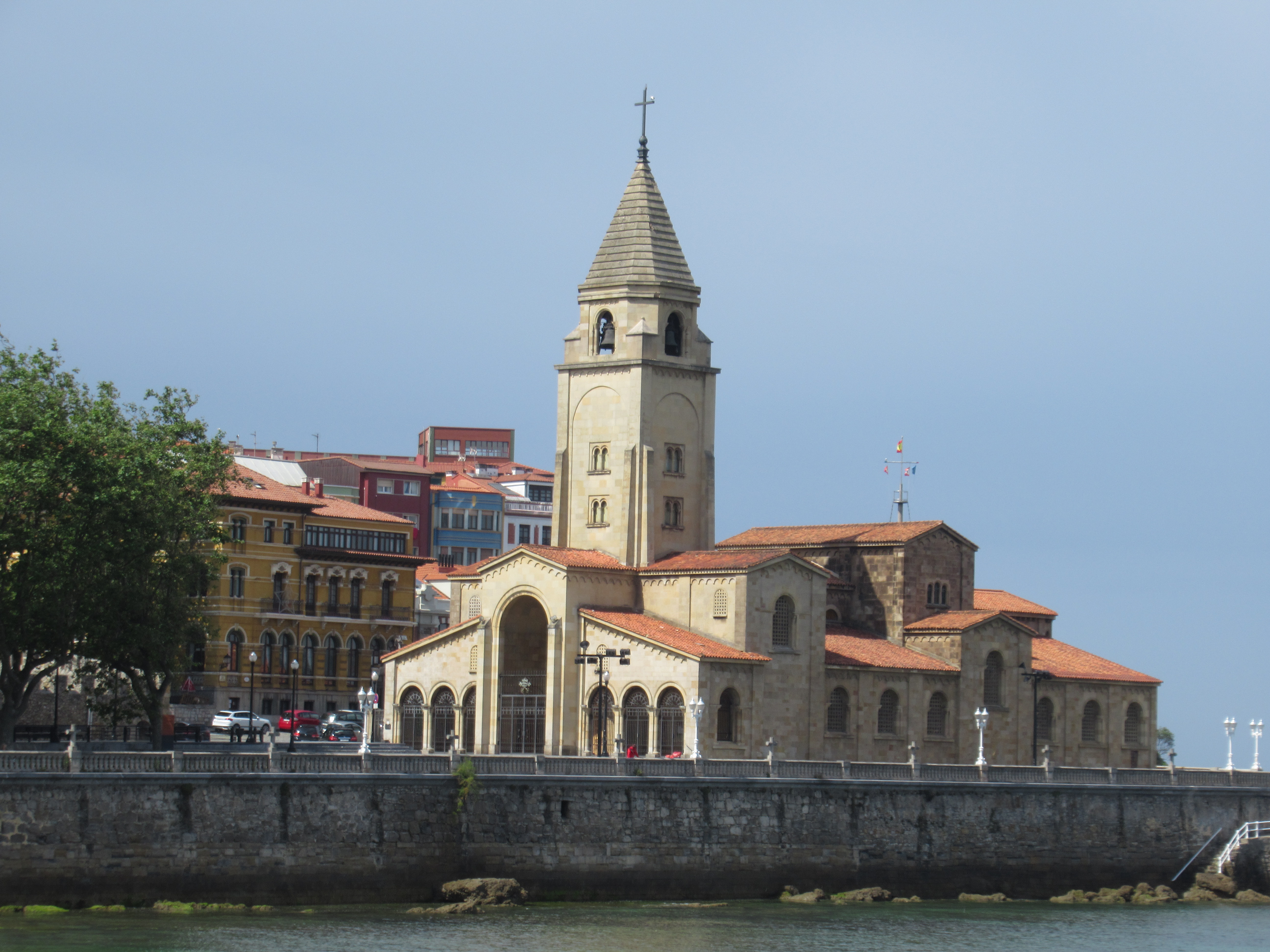
Kostel sv. Petra
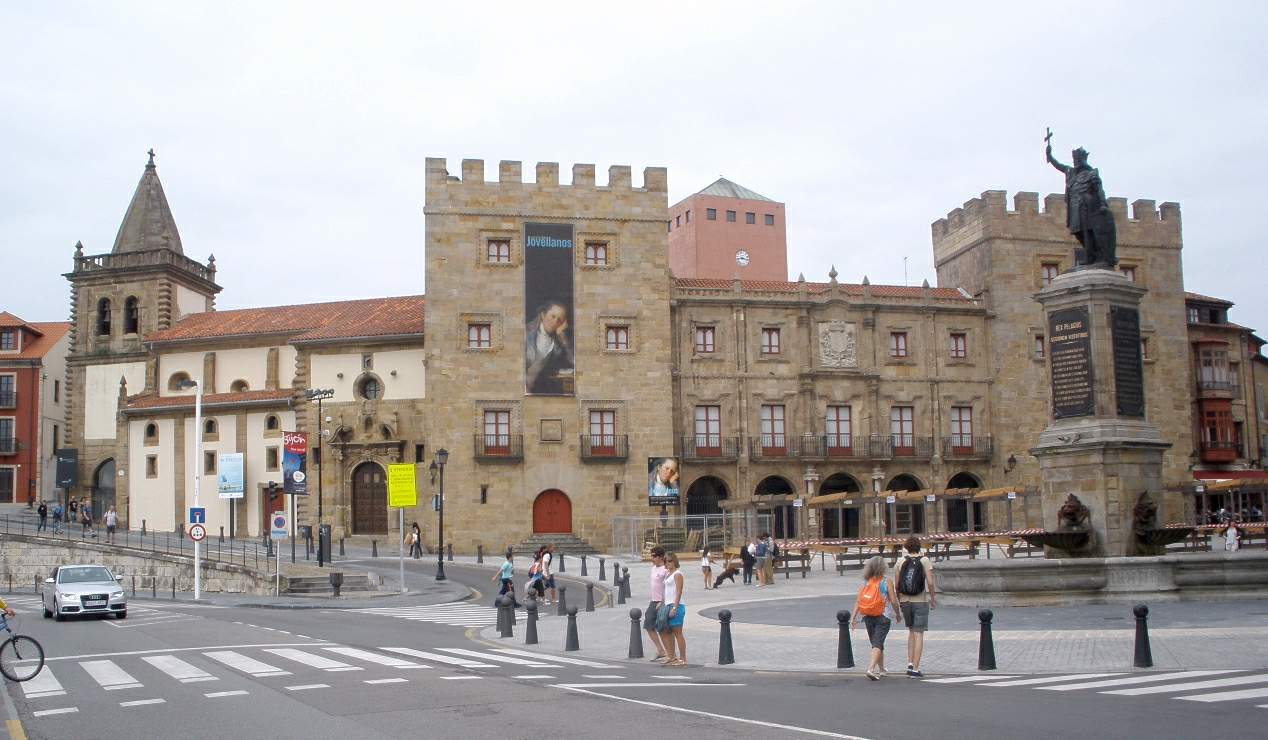
Palác Revillagigedo a Kostel sv. Jana Křtitele
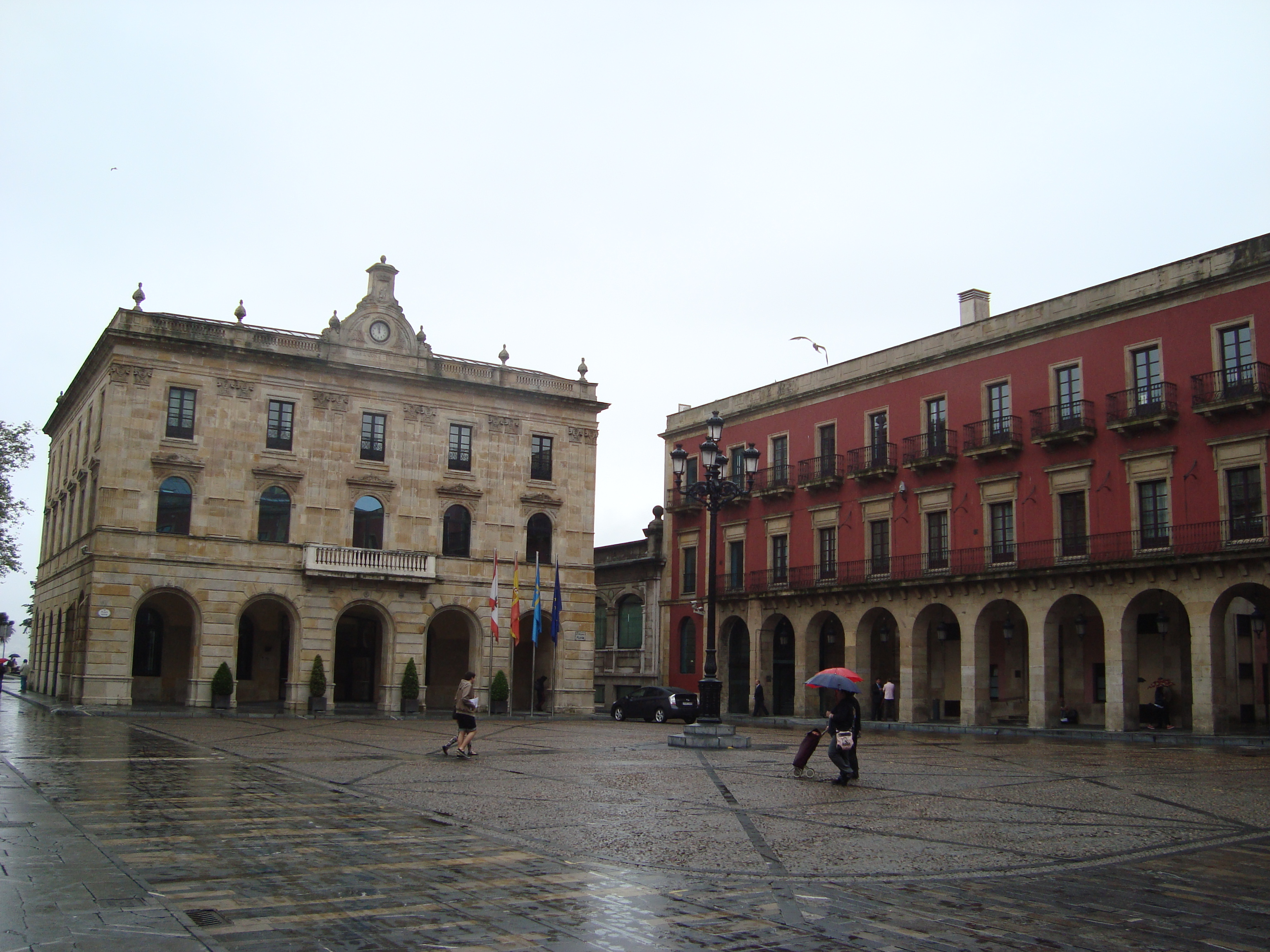
Radnice na Plaza Mayor
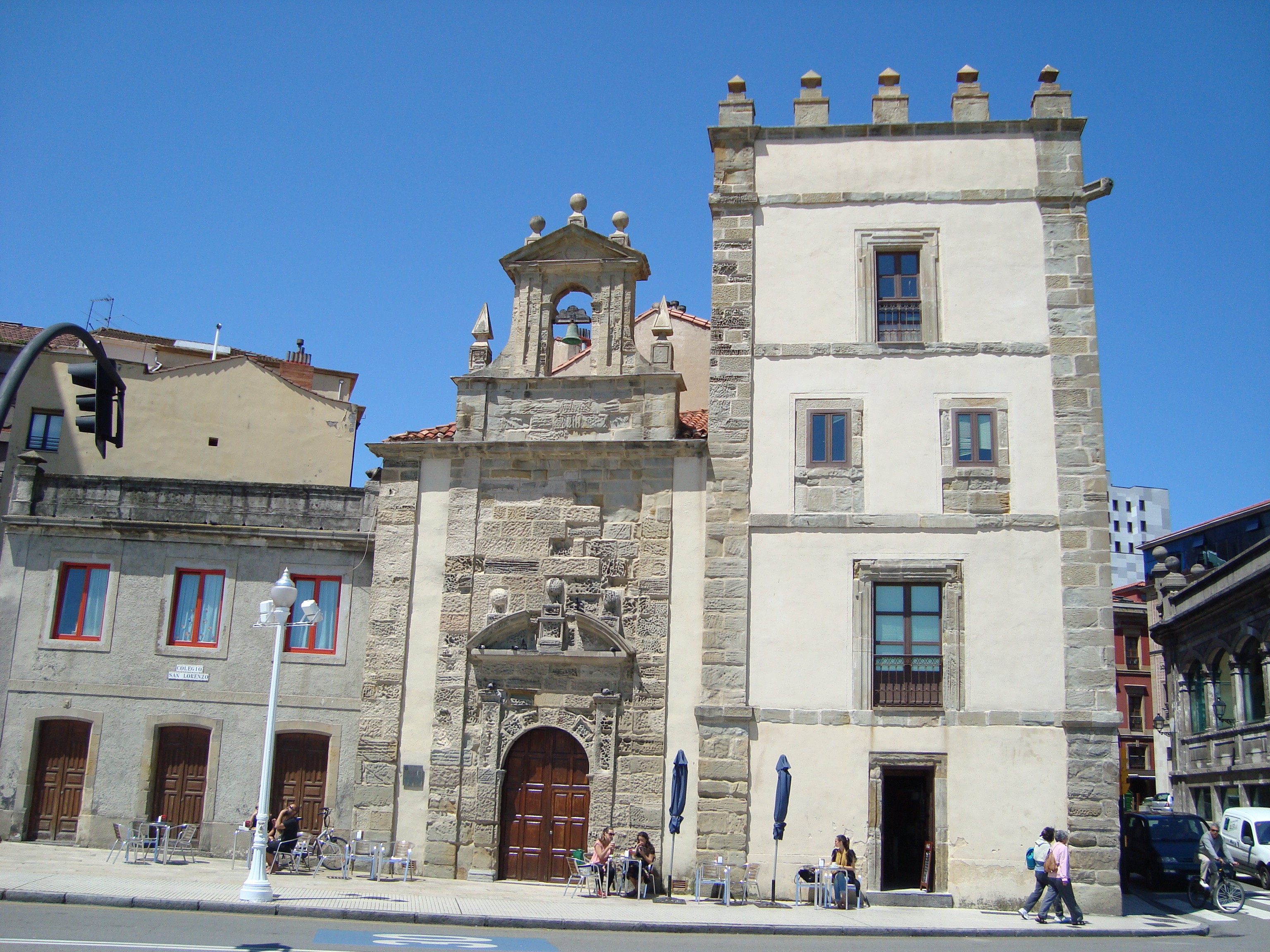
kostelík sv. Vavřince a věž Iove-Hevia‎
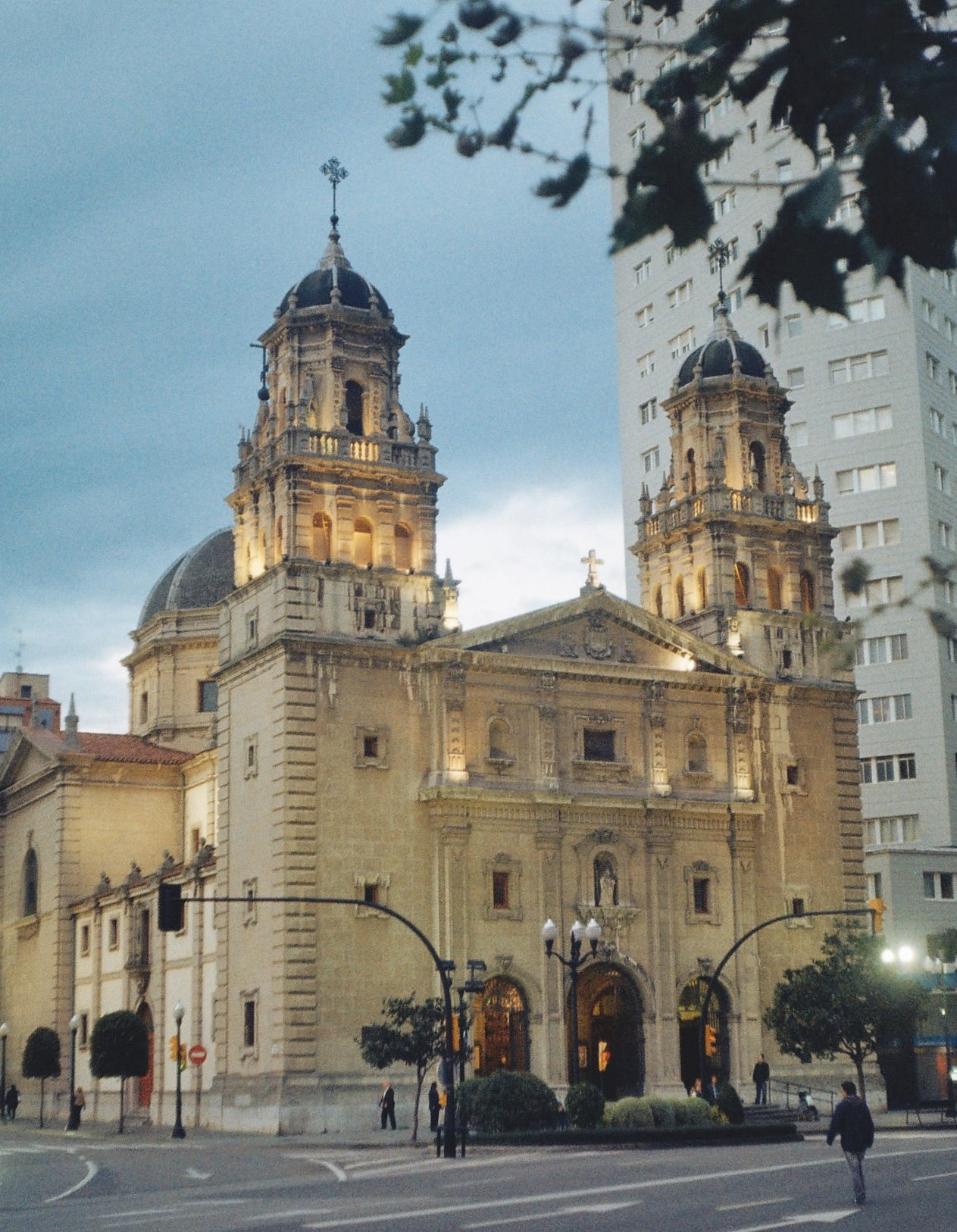
Kostel sv. Josefa
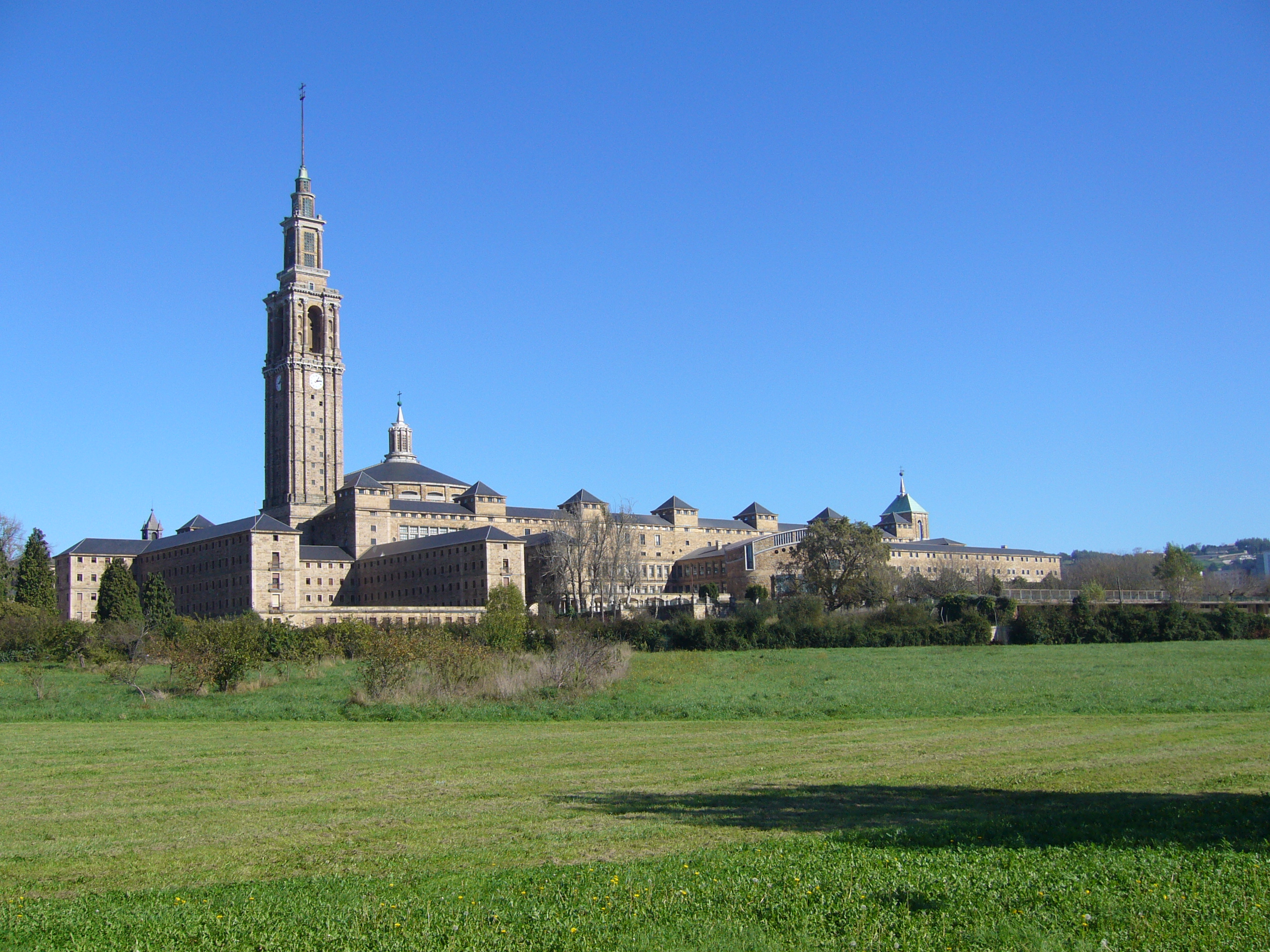
Stará univerzia
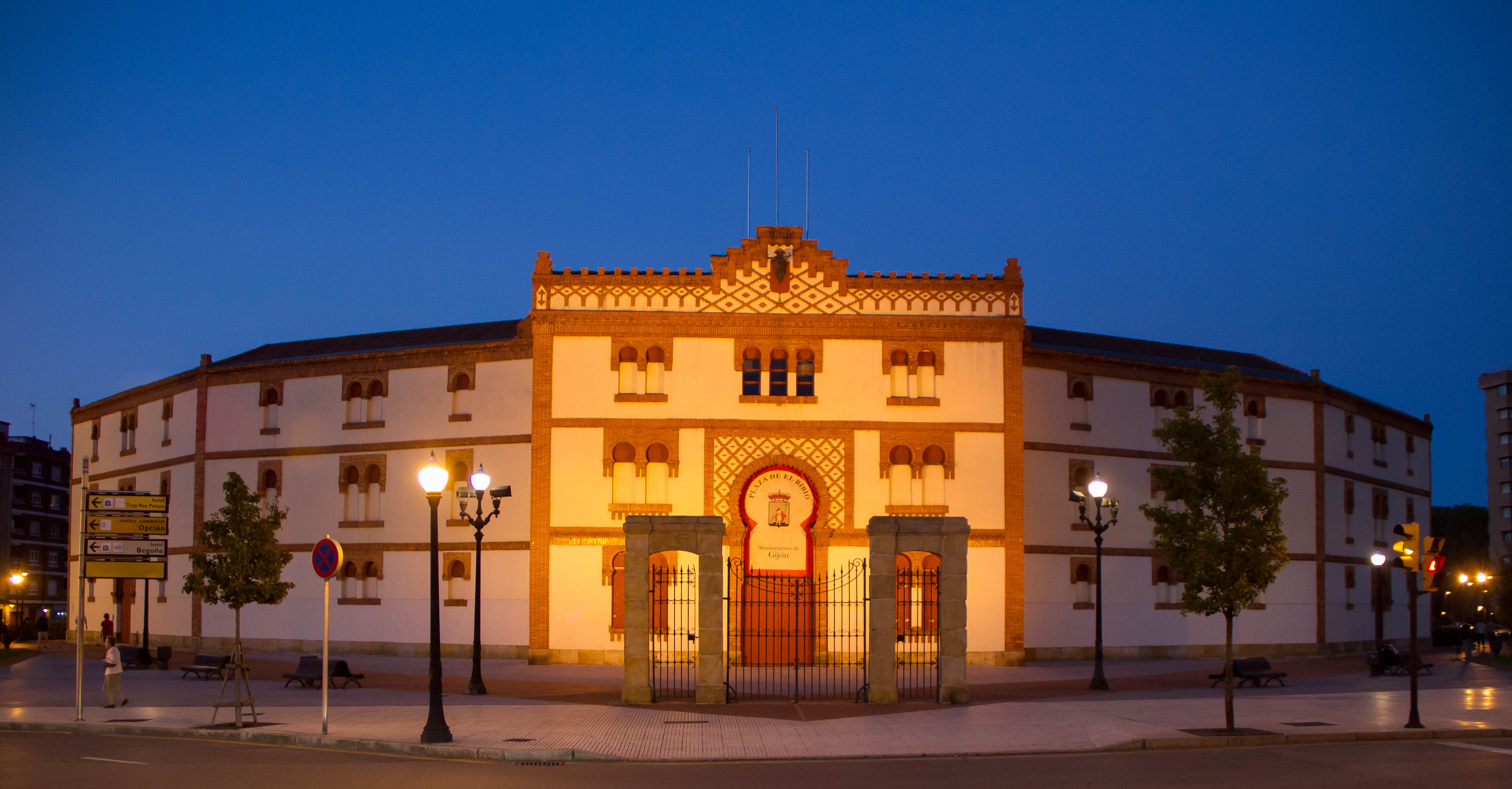
Býčí aréna El Bibio
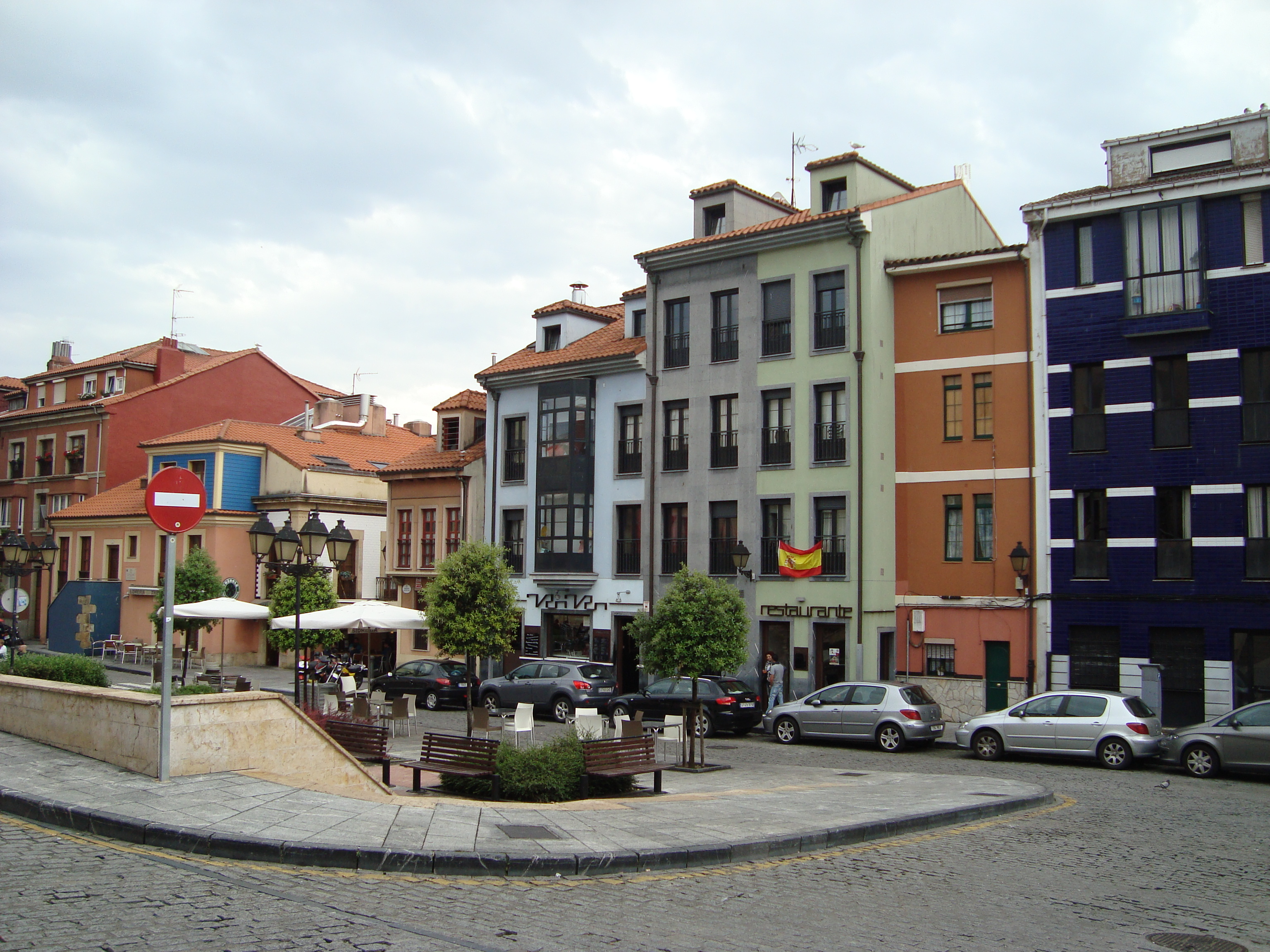
rybářská čtvrť, Cimadevilla
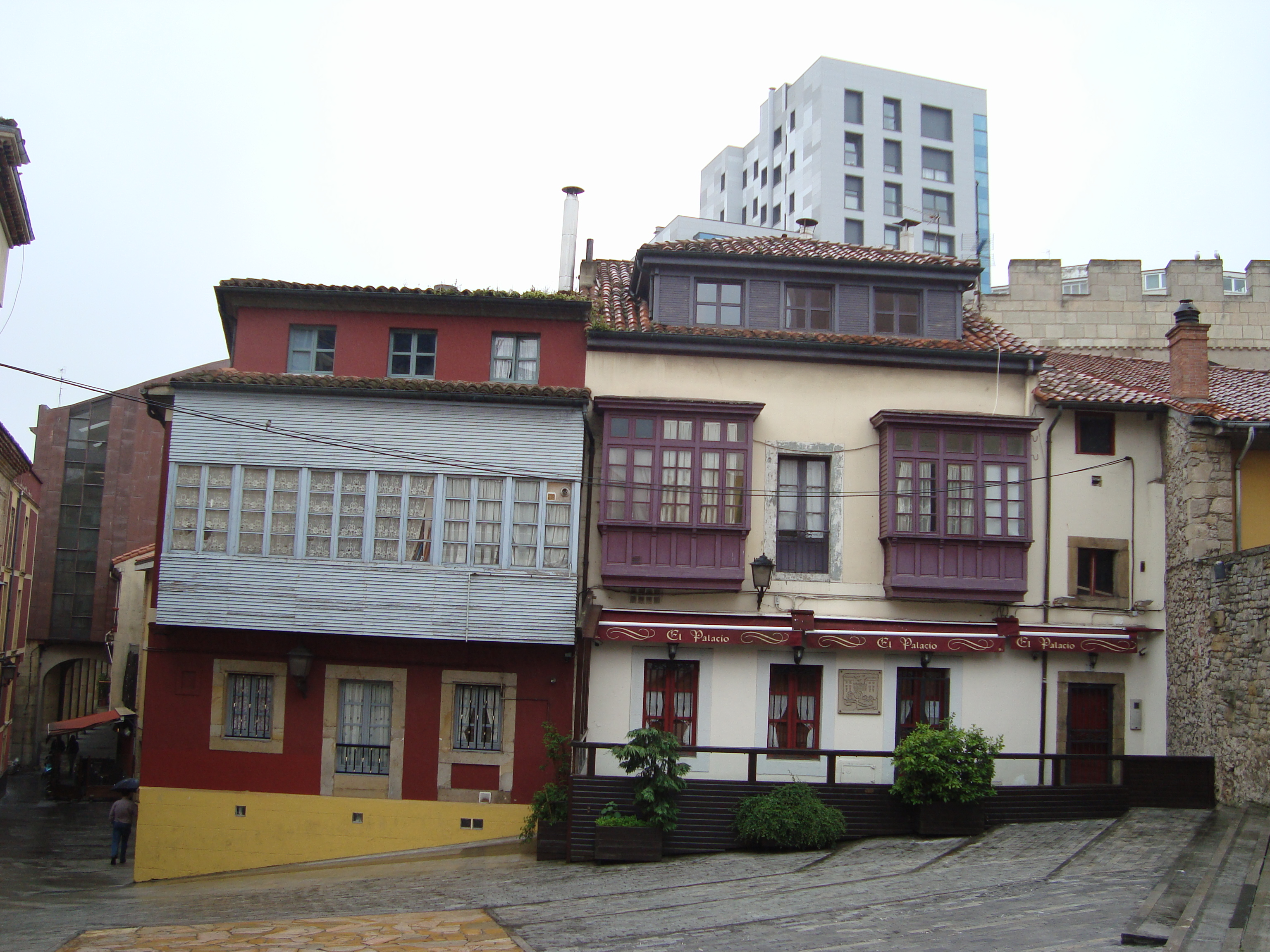
rybářská čtvrť, Cimadevilla
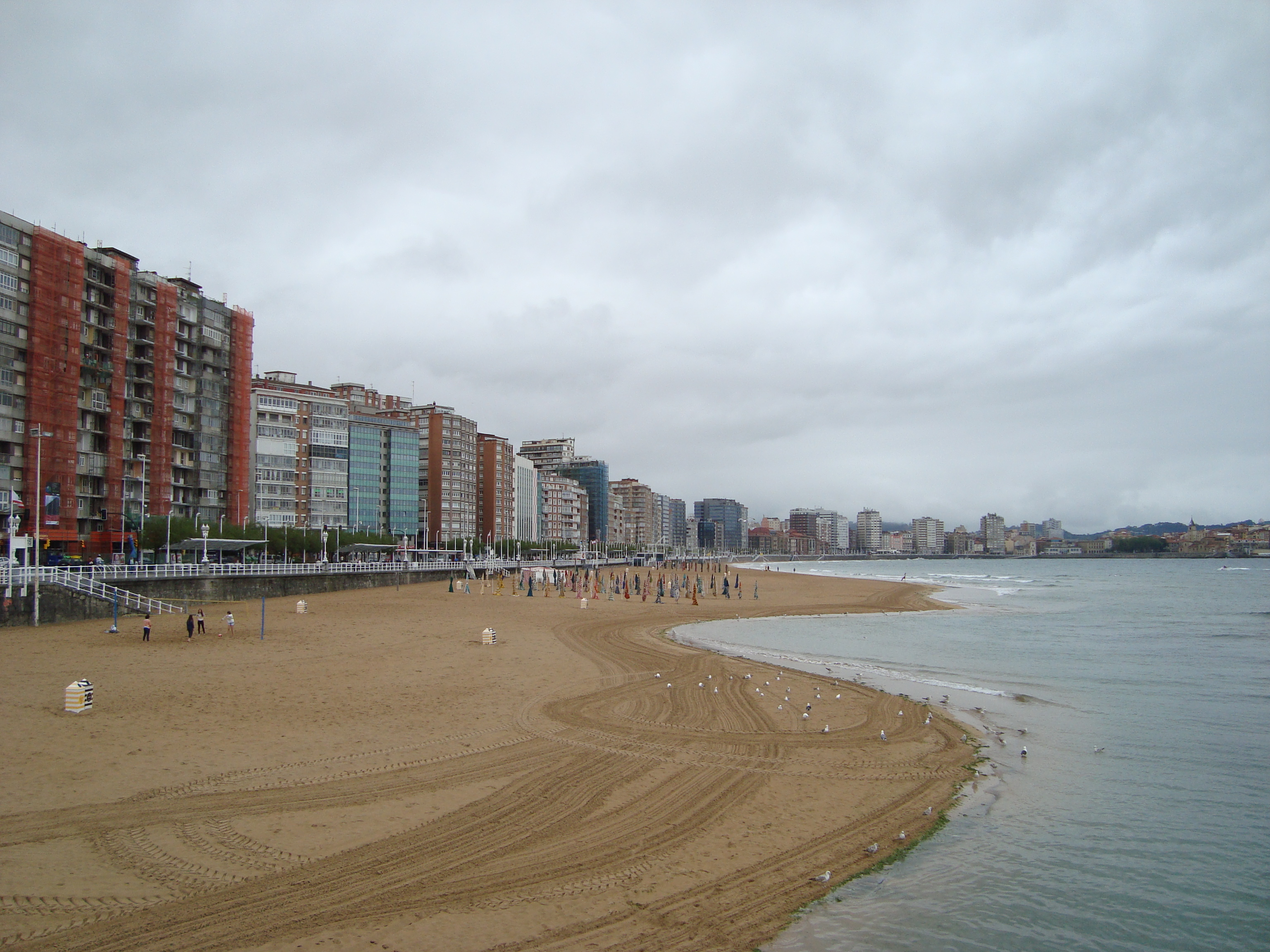
městská pláž San Lorenzo
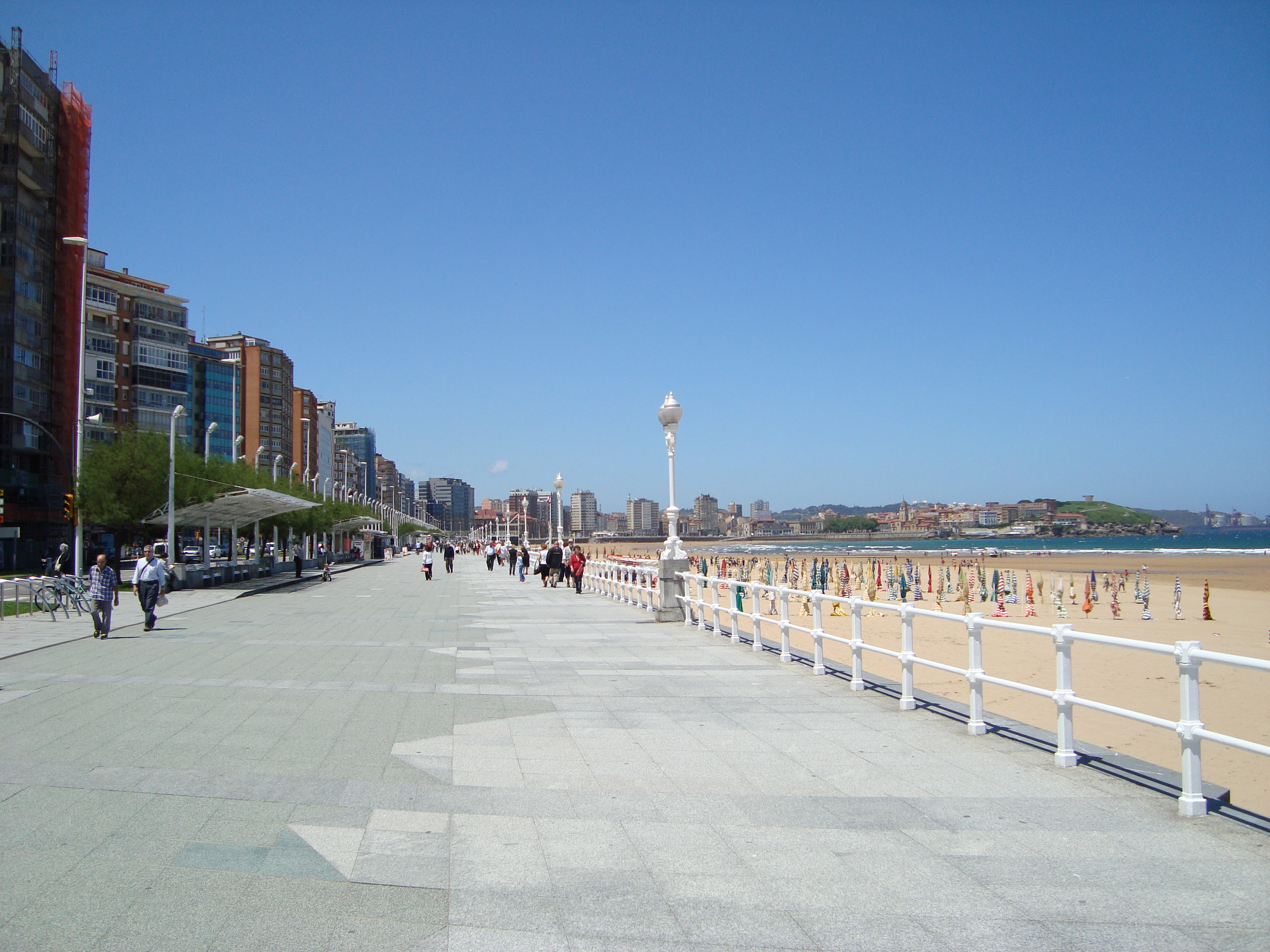
nábřeží, Av. R. G. Rendueles

## Administrativní členění
Gijón se skládá ze šesti obvodů (distritos) a 45 čtvrtí (barrios):
- Centro – Centro, Cimadevilla a Laviada
- Este – La Arena, El Bibio, Las Mestas, Viesques, El Coto a Ceares
- Llano – El Llano
- Sur – Pumarín, Montevil, Contrueces, Polígono de Pumarín, Perchera-La Braña, Nuevo Gijón, Santa Bárbara a Roces
- Oeste – La Calzada, Jove, Tremañes, Natahoyo, Moreda a Veriña
- Rural – Baldornón, Bernueces, Cabueñes, Caldones, Cenero, Deva, Fano, Fresno, Granda, Huerces, La Pedrera, Lavandera, Leorio, Poago, Porceyo, Ruedes, San Andrés de los Tacones, Santurio, Serín, Somió a Vega

## Školství
Univerzita v Gijónu je spojená s univerzitou v Oviedu, některé fakulty jsou pouze v Gijónu. 
Komplex univerzitních budov Universidad Laboral de Gijón byl vybudován v historizujícím stylu v letech 1946–1956. Univerzitní kampus vyniká architektonickým konceptem budov, obklopujících kostel na kruhovém půdorysu s nejvyšší věží ve Španělsku a svou plochou je také největší (270 000 m²). 

## Sport
Sportu slouží tři stadióny, největší z nich je Estadio El Molinón s kapacitou 30 tisíc míst k sezení, konalo se zde Mistrovství světa ve fotbale 1982. Býčí aréna pojme 12 tisíc diváků a Palácio de Deportes 5 tisíc. Sídlí zde:   
- Sporting de Gijón – fotbalový klub
- Asociace tenisových profesionálů zde pořádá každoročně od roku 2022 ATP Challenger.
- Circulo Guijón - basketbalový klub

## Partnerská města
- Albuquerque, Spojené státy americké
- Havana, Kuba
- Niort, Francie (1982)
- Novorossijsk, Rusko (1986)
- Puerto Vallarta, Mexiko
- Smara, Západní Sahara

## Osobnosti spjaté s městem
Slavní rodáci:
- Miguel Angulo, fotbalista
- Luis Enrique Martínez García, fotbalista
- Gaspar Melchor de Jovellanos, spisovatel a politik
- José Luis Rubiera, cyklista
- Santiago Carrillo Solares, politik
- Paco Ignacio Taibo II, spisovatel